# کشتار ووکوار
کشتار ووکوار (انگلیسی: Vukovar massacre) (که گاهی کشتار بیمارستان ووکوار نیز خوانده میشود) کشتاری بود که در ۲۰ نوامبر ۱۹۹۱ و کمی پس از نبرد ووکوار در جریان جنگ استقلال کرواسی، به‌دست ارتش مردمی یوگسلاو و شبه‌نظامیان صرب در مزرعه اووچارا در جنوب ووکوار اتفاق افتاد.
در روزهای پایانی نبرد ووکوار، موضوع تخلیه بیمارستان ووکوار میان مقامات کروات، ارتش مردمی یوگسلاو و ناظران اتحادیه اروپا در همکاری با کمیته بین‌المللی صلیب سرخ مورد مذاکره بود.ارتش مردمی یوگسلاو از دسترسی کمیته بین‌المللی صلیب سرخ به بیمارستان خودداری کرد و حدود ۳۰۰ نفر را از آن‌جا خارج نمود.این گروه (که بیشتر کروات‌ها را شامل می‌شد اما برخی صرب‌ها، مجارها، مسلمانان و دو نفر با ملیت‌های دیگر نیز در بین آنان بودند) ابتدا به پادگان ارتش مردمی یوگسلاو در ووکوار انتقال داده شدند.برخی از زندانیان که به‌عنوان کارکنان بیمارستان شناسایی شدند از این گروه جدا، و باقی آنان به مزرعه اووچارا در جنوب ووکوار برده شدند.زندانیان پس از اینکه به‌مدت چندین ساعت مورد ضرب و شتم قرار گرفتند، به محلی آماده‌شده برده شدند، در گروه‌های ۱۰ تا ۲۰ نفره اعدام‌شدند و در یک گور دسته‌جمعی دفن شدند.
این گور در اکتبر ۱۹۹۲ یافت شد.در سال ۱۹۹۶ اجساد ۲۰۰ تن از آنان توسط دادگاه بین‌المللی کیفری یوگسلاوی سابق از خاک بیرون کشیده شد.این دادگاه دو افسر ارتش مردمی یوگسلاو و همچنین اسلوبودان میلوشویچ رئیس‌جمهور صربستان را به این کشتار متهم نمود.همچنین برخی از اعضای سابق نیروهای صرب کرواسی و شبه‌نظامیان صرب در این رابطه توسط دستگاه قضایی صربستان متهم شناخته‌شدند.